# بيرغورن
بيرغورن (بالإنجليزية: Birghorn)‏ هو أحد جبال سلسلة جبال الألب البرنية وجزء من القمة الأم فينستيرارون يقع في كانتون برن وكانتون فاليز، سويسرا. يبلغ ارتفاع الجبل حوالي 3243 متر، بينما يبلغ ارتفاع نتوء الجبل 131 متر.